# Ордоньо II
Ордо́ньо II (исп. Ordoño II) (ок. 873 — июнь 924) — король Галисии (910—914) и король Леона и Галисии (914—924) из династии Перес. Второй сын короля Астурии Альфонсо III Великого и Химены Памплонской. Один из активнейших участников Реконкисты.

## Биография

### Король Галисии
В возрасте 8 лет Ордоньо был отдан своим отцом на воспитание Мухаммаду I ибн Луббу, главе муваладского клана Бану Каси. Этим шагом король Альфонсо III намеревался укрепить недавно заключённый союз между Астурией и мусульманскими правителями, оппозиционно настроенными к эмирам Кордовы. Проживая в Сарагосе, Ордоньо получил превосходное образование, основанное на синтезе двух культур, христианской и мусульманской. Однако после того как в конце 880-х годов отношения между Бану Каси и Астурией ухудшились, наследник астурийского престола возвратился на родину.
Около 892 году Ордоньо вступил в брак с Эльвирой Менендес, дочерью первого графа Коимбры Эрменегильду Гутерреша, самого могущественного аристократа Галисии. Это позволило Ордоньо заручиться поддержкой галисийской знати, которая будет ему верна до самой его смерти. Ещё при жизни Альфонсо III Ордоньо управлял Галисией как наместник отца и около 908 года лично возглавил поход на Севилью, во время которого разрушил бо́льшую часть её торгового пригорода Регель, захватил много пленных и богатую добычу.
Неизвестно точно, поддержал ли Ордоньо мятеж брата Гарсии, приведший к отречению от престола их отца, короля Альфонсо III. Проведённый в Луго 7 июня 910 года совет знати и иерархов Галисии, по предложению епископа Луго Рекареда призвал Ордоньо занять престол Галисии, на что тот в этот же день дал согласие. В хартии, данной по этому поводу королём Ордоньо и епископом Рекаредом, сказано, что новый король и вся галисийская знать признают своим верховным правителем короля Леона Гарсию I. Таким образом, во время своего правления в Галисии король Ордоньо являлся вассальным правителем по отношению к монарху королевства Леон.

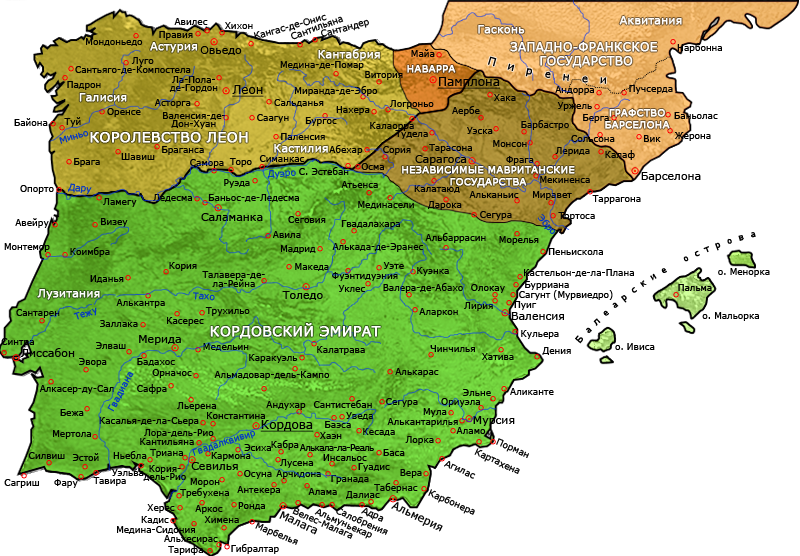
Пиренейский полуостров в 910 году.

Став королём, Ордоньо продолжил войну с маврами. 19 августа 913 года 30 000-е войско, состоявшее из жителей графства Португалия, во главе с Ордоньо II подошла к Эворе и в этот же день штурмом овладела городом, прорвавшись в город через слабоукреплённое место, где к стенам примыкала городская свалка. При этом был убит её правитель, Марван Абд аль-Малик, и 700 мусульманских воинов. 4 000 жителей были пленены и приведены в Галисию. Мусульманский хронист аль-Насир, описавший эти события, говорит: «Не было в аль-Андалусе для ислама от врага бедствия более оскорбительного и ужасного, чем это.». В 914 году Ордоньо совершил новый поход: взял крепость Альханхе, заставил правителя Бадахоса выплатить ему дань и возвратился обратно с большим полоном и добычей. В благодарность Богу за одержанные над врагами победы король Ордоньо и королева Эльвира, в присутствии всех епископов своего королевства, передали очень богатые дары базилике святого Иакова в Сантьяго-де-Компостеле, а также монастырю Сан-Мартин-Пинарио.

### Король Леона
После смерти в январе 914 года своего старшего брата Гарсии I, Ордоньо II был приглашён леонской знатью занять престол королевства Леон. Однако во время недавнего похода на Бадахос король Галисии подхватил сильную лихорадку. Думая, что умирает (об этом он сам упоминает в хартии, данной епархии Мондоньедо), Ордоньо не спешил занять вакантный престол, но как только болезнь отступила, он дал согласие стать королём Леона. В декабре Ордоньо II прибыл в Сантьяго-де-Компостелу, где провёл государственный совет, на котором присутствовали все знатные светские и духовные лица обоих королевств. Здесь 12 епископов провели церемонию помазания Ордоньо на престол, а 12 декабря 914 года состоялась его коронация. Управление Галисией Ордоньо II возложил на графов, из которых первым был граф Коимбры. Чтобы заручиться поддержкой своего младшего брата, короля Астурии Фруэлы II, Ордоньо передал ему некоторые земли Леона. Столицей своего королевства Ордоньо II сделал город Леон.

### Войны с маврами

#### Походы 915—916 годов
Летом 915 года Ордоньо II начал военные действия против мусульманского города Мериды. Выступив из Саморы, королевское войско в 60 000 воинов, как говорят христианские хроники, захватило Медельин и Кастелло-де-ла-Кулебру (арабский Калат ал-Ханаси), а затем встало лагерем около Мериды, начав разорять пригороды города. Вскоре о своём подчинении королю Леона заявили вали этого города, а также правитель Бадахоса, которые обязались выплачивать дань Ордоньо и освободить всех леонских пленников, бывших в их владениях. Войско христиан вновь дошло до Эворы и возвратилось домой с богатой добычей и пленными. В благодарность Богу за помощь в победе над мусульманами Ордоньо II передал епархии Леона свой королевский дворец, который был перестроен в собор Санта-Мария-де-Леон и стал кафедральным храмом города. Ранее главным храмом Леона была небольшая церковь Сан-Педро-де-Леон, располагавшаяся за стенами города. С этого времени Леон стал наиболее важной епархией и главным христианским центром всего королевства.
В 915 году состоялось заключение направленного против Кордовского эмирата союза между королём Леона Ордоньо II и королём Наварры Санчо I Гарсесом. В этом же году короли совершили закончившийся безрезультатно совместный поход на Туделу.
В 916 году Ордоньо II вновь совершил поход против Мериды, разграбил и опустошил её пригороды из числа тех, которые уцелели после его предыдущего похода, и разбил отряд, посланный эмиром Кордовы Абд ар-Рахманом III в помощь городу, пленил его военачальника и привёл того в Леон. В ответ Абд ар-Рахман III направил в набег на королевство Леон войско во главе с Ахмадом ибн Мухаммадом ибн Аби Абдом, которое выступило из Кордовы 15 июня 916 года и вскоре возвратилось, захватив богатую добычу и не понеся больших потерь.

#### Битва при Сан-Эстебан-де-Гормасе
На следующий год Ордоньо совершил удачный набег на Талаверу. Для того, чтобы противостоять постоянным нападениям христиан, для похода на Леон эмиром Абд ар-Рахманом было собрано новое большое войско мусульман, в состав которого входили отряды не только из Испании, но и из Африки. Во главе войска стояли Ахмад ибн Мухаммад ибн Аби Абд и аль-Хулит Абулхабат. Выступив из Кордовы 2 августа 917 года, мавры 1 или 2 сентября подошли к реке Дуэро, разграбив и разрушив все попавшиеся на их пути поселения христиан. Они разбили лагерь около Сан-Эстебан-де-Гормаса, в местечке Кастельрамос, и начали осаду города, но 4 сентября неожиданно были атакованы леонско-наваррским войском во главе с королём Ордоньо II. В результате внезапности удара мавры не смогли оказать христианам достойного сопротивления: множество мусульман погибло (в том числе Ахмад ибн Мухаммад ибн Аби Абд), преследование побеждённых продолжалось до самых границ Леона. Христианские хроники говорят, что «на поле боя тел мавров было больше, чем звёзд на небе», и весь путь до Атьенсы и Паракуэльяса, по которому отступали мавры, был усеян их трупами. Аль-Хулит Абулхабат был среди захваченных в плен. Его, по приказу Ордоньо, казнили, а голову выставили на крепостной стене Сан-Эстебан-де-Гормаса рядом с головой дикого кабана. Такая значительная победа над маврами настолько сильно подняла авторитет Ордоньо II среди испанских христиан, что графы Кастилии, до того бунтовавшие против короля, были вынуждены с ним примириться и просить его защиты от нападений мавров.

#### Походы 918—920 годов
В конце весны 918 года Ордоньо II и Санчо I Гарсес совершили совместный поход на Нахеру, к которой они прибыли в начале июня и безуспешно осаждали её в течение 3-х дней. Потом они дошли сначала до Туделы, затем до Моркуеры и Тарасоны, разграбили пригороды Вальтьерры и отвоевали у мусульман из Бану Каси Арнедо и Калаорру. Эмир Кордовы Абд ар-Рахман III незамедлительно выслал войско: 8 июля из Кордовы выступила мусульманская армия под командованием Бадра ибн Ахмада, который дошёл до Мутонии (неизвестное место около Сории или Сеговии), где нанёс леоно-наваррскому войску поражения в 2-х сражениях — 14 и 16 августа. Несмотря на то, что в обеих битвах мавры понесли большие потери, известие об этих победах было отпраздновано в Кордове с особой торжественностью.
Не желая мира, Ордоньо II вновь собрал войско и в октябре 919 года двинулся к владениям мусульман, однако Абд ар-Рахман III заранее выслал к границе войско под командованием своего родственника Исхака ибн Мухаммада аль-Марвани, что заставило короля Леона, так ничего и не сделав, повернуть назад.

#### Битва при Вальдехункере
В следующем году эмир Кордовы объявил христианам священную войну и провёл общую мобилизацию. Войско мусульман, в котором были отряды не только из Испании, но и из Африки, собралось в Кордове и 4 июня 920 года выступило в поход. Впервые с момента своего вступления на престол Абд ар-Рахман III лично принял командование войском. Войско мавров прошло до Каракуэля (на реке Гвадиана), затем через Толедо, Гвадалахару, Арахуэс и Сигуенсу дошло до Мединасели (5 июля), располагавшегося на границе с владениями христиан. Здесь Абд ар-Рахман III выделил часть своего войска для нападения на Кастилию. Вторгнувшись в пределы графства, мусульмане 8 июля захватили Осму, после чего в лагерь эмира прибыли несколько знатных кастильцев с просьбой о мире, обещая со своей стороны признать себя вассалами Кордовского эмирата. Однако Абд ар-Рахман отверг их предложение. Продолжая поход в Кастилию, мавры 9 июля взяли Сан-Эстебан-де-Гормас (его гарнизон бежал в горы, город был разграблен, а замок разрушен), 10 июля атаковали столицу графства город Бургос, а 11 июля взяли и разрушили крепость Клунию. Здесь Абд ар-Рахман III изменил свои планы, решив нанести основной удар не по королевству Леон, а по Наварре. 15 июля войско мавров двинулось к Туделе, которую осаждал Санчо I Гарсес. Прибыв к городу 19 июля, Абд ар-Рахман заставил короля Наварры снять осаду. Для преследования Санчо I эмир выделил большой отряд конницы, назначив командовать им вали Туделы Мухаммада ибн Лубба из Бану Каси. Следуя за отступающим королём Наварры, мавры 21 июля взяли Калаорру, а 22 июля — крепость Каркар. Основные силы мусульман во главе с Абд ар-Рахманом III двигались следом. 24 июля король Санчо I Гарсес предпринял неудачную попытку атаковать лагерь авангарда мавров, но, потеряв много воинов, был вынужден укрыться в Арнедо. Здесь на следующий день он соединился с прибывшим к нему на помощь королём Леона Ордоньо II.
Двигаясь по направлению к Памплоне, мавры подошли к Вигере, разгромили здесь один из отрядов союзников, а затем, прибыв к Муэсу, разбили лагерь в близлежащей долине Вальдехункера. Первоначально леоно-наваррское войско занимало удобные позиции на окрестных возвышенностях, но потом, по непонятным причинам, спустилось в долину, где атаковало превосходившие по численности силы мавров. 26 июля 920 года в сражении при Вальдехункере Абд ар-Рахман III нанёс христианам сокрушительное поражение. Множество из них погибло; пленных мавры почти не брали, кроме самых знатных, среди которых оказались епископ Туя Эрмоигио и епископ Саламанки Дульсидио II. Короли Леона и Наварры бежали с поля боя в близлежащие горы.
Остатки леоно-наваррского войска отступили в крепости Муэс и Вигера. Муэс, где укрылось более 1 000 христианских воинов, 29 июля был взят маврами, а все находившиеся здесь христиане по приказу Абд ар-Рахмана III были обезглавлены. Оставшиеся без защиты поселения Наварры были разорены, но Памплона нападению подвергнута не была. 31 июля мусульмане взяли последнюю пограничную наваррскую крепость, Вигеру, после чего двинулись в обратный путь. Захваченной добычи было так много, что часть её пришлось сжечь, чтобы она не сковывала движение войска. Казнив всех пленных и оставив в захваченных крепостях мусульманские гарнизоны, Абд ар-Рахман III 2 сентября торжественно вступил в Кордову, выставив на улицах столицы эмирата, в знак своей победы, сотни голов убитых христианских воинов. Битва при Вальдехункере стала одним из самых значительных поражений христиан за всю историю Реконкисты.
Король Ордоньо II обвинил в поражении от мусульман кастильских графов, которые отказались прибыть к нему со своими войсками, и объявил о лишении Фернандо Ансуреса титула графа Кастилии. В ответ кастильские графы собрались в Бургосе и начале готовить мятеж. Узнав об этом, Ордоньо II пригласил их на переговоры в селение Техарес (на реке Каррион). Здесь, прибывшие на переговоры графы Нуньо Фернандес, Родриго Диас Аболмондар Албо и его сын Диего, а также Фернандо Ансурес, были арестованы. Согласно легенде, Аболмондар Албо и его сын были казнены, но сохранилась выданная ими в 924 году хартия, доказывающая, что они были прощены королём. Фернандо Ансурес, заключённый в тюрьму в городе Леоне, вскоре был освобождён. Новым графом Кастилии был поставлен полностью оправдавшийся перед королём Нуньо Фернандес.

### Последние годы
В 921 году, несмотря на недавнее поражение, Ордоньо II вновь собрал войско и вторгся в Синтилию (в Гвадалахаре). Он взял и разрушил замки Сармалон, Элиф, Палмасес, Кастелльон-де-Хенарес, Магнанса и многие другие. Также христиане разрушили все мечети, встретившиеся на их пути. Согласно одной из испано-христианских хроник, леонское войско углубилось на территорию мусульман настолько, что находилось лишь на расстоянии одного дня пути от Кордовы (однако, вероятно, здесь хронист спутал Кордову с Толедо). Возвратившись 1 августа в Самору, Ордоньо II устроил торжества по случаю своей победы, во время которых неожиданно скончалась жена Ордоньо, королева Эльвира Менендес.
В конце лета 923 года, король Леона, по просьбе короля Санчо I Наваррского, совершил поход в Риоху и взял Нахеру. В это время сам король Наварры отвоевал Каркар, Калаорру и Вигеру, где захватил и казнил Мухаммада II ибн Абдаллаха, главу Бану Каси, и других знатных мусульман. Чтобы ещё больше укрепить союз с Наваррой, Ордоньо II женился на дочери короля Санчо I Гарсеса, Санче. Для этого Ордоньо пришлось развестись со своей второй женой, Арагонтой Гонсалес. Одновременно один из сыновей Ордоньо II, Альфонсо, вступил в брак с другой дочерью Санчо I Наваррского, Онекой.
Король Леона и Галисии Ордоньо II скончался в Саморе между январём и серединой июня 924 года, после 9 лет и 6 месяцев правления. Он был похоронен в соборе Санта-Мария-де-Леон в столице своего королевства. Когда в конце X века возникла угроза захвата Леона аль-Мансуром, тело Ордоньо было извлечено из могилы, перевезенов безопасное место, а после того как опасность миновала, вновь торжественно перезахоронено в этом же храме. Новым королём Леона и Галисии стал младший брат Ордоньо, король Астурии Фруэла II. Угрожая королевству Леон войной, он, проигнорировав наследственные права сыновей Ордоньо, соединил в своих руках все три христианских королевства — Леон, Галисию и Астурию.

### Семья

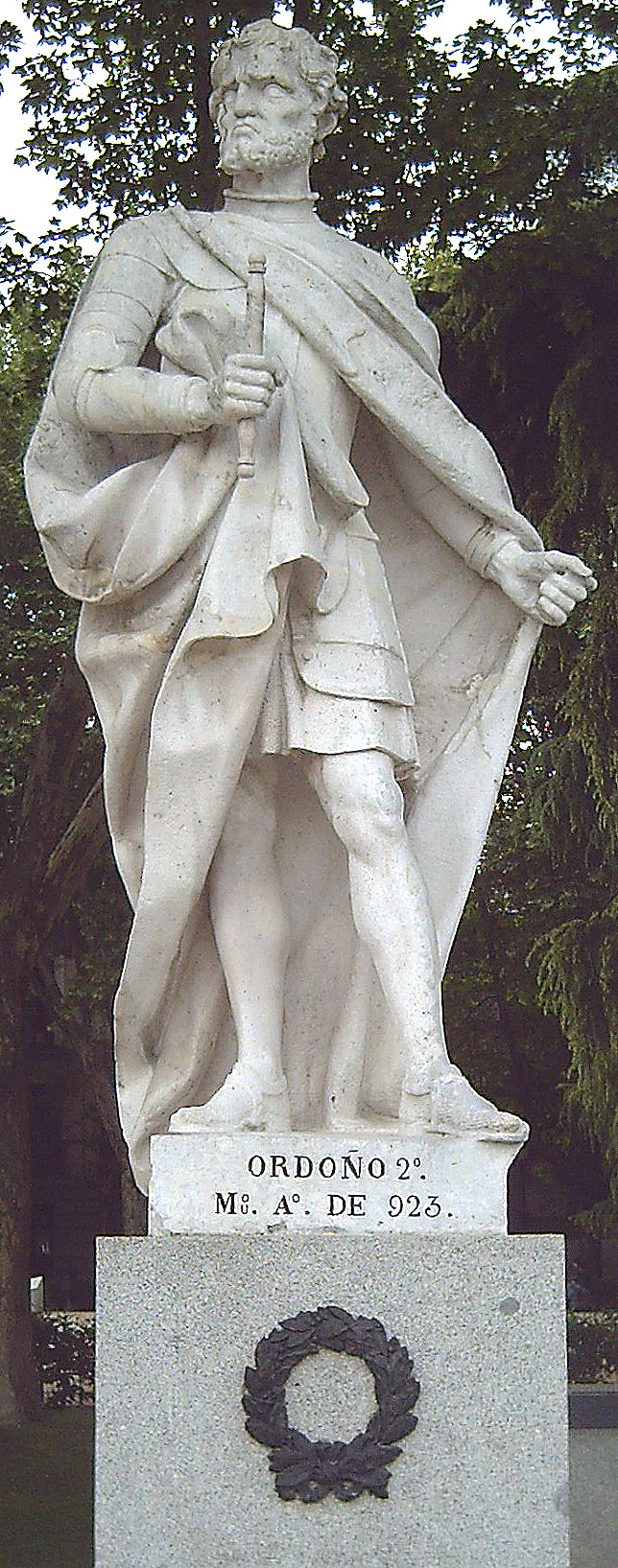
Ордоньо II. Скульптура XVIII в.

Король Ордоньо II был женат 3 раза, но только в первом браке у него были дети.
- 1-й брак (с 892): Эльвира Менендес (около 880—8 сентября/8 октября 921), дочь графа Коимбры Эрменгильдо Гутьерреса и Эрмесинды Гатонис[3]. Дети:
  - Санчо I Ордоньес (около 895—16 августа 929) — король Галисии (926—929)
  - Альфонс IV Монах (около 899—933) — король Леона (925—931)
  - Рамиро II (около 900—951) — король Леона (931—951)
  - Гарсия
  - Химена
- 2-й брак (922—923): Арагонта Гонсалес (умерла в 956), дочь графа Гонсало Бетотиза и Терезы Эриз[4]
- 3-й брак (923): Санча Санчес Наваррская (ранее 900—9 июня 952/26 декабря 955), дочь короля Наварры Санчо I Гарсеса и Тоды Аснарес.

### Итоги правления
Ордоньо II был одним из активнейших королей Леона. Всё его правление прошло в войнах с мусульманами, во время которых он, несмотря на поражение в сражении при Вальдехункере в 920 году, сумел расширить территорию своего королевства.
Современники и ближайшие потомки очень высоко оценивали деятельность и личные качества этого монарха. Продолжение Хроники Альбельды говорит об Ордоньо как о короле, благоразумном на войне, милосердном к подданным, благочестивом и добром, знаменитом честностью в делах управления государством. Хроника говорит, что Ордоньо «не умел отдыхать», боясь, что досуг уменьшит его заботы о делах королевства.
Ордоньо II был человеком благочестивым и очень щедрым к Церкви. Его попечением было основано несколько монастырей, среди которых Сан-Педро-де-Карденья (920 год) и Санта-Колома-де-Нахера (923 год). Сохранилось значительное число дарственных хартий, данных Ордоньо различным монастырям и храмам.
Считая себя наследником славы и величия королей древнего государства вестготов, Ордоньо II стремился к укреплению и расширению своего королевства, беря за основу государственную систему Вестготского государства. Подобно некоторым другим монархам Астурии и Леона, Ордоньо использовал в своей официальной титулатуре титул Император всей Испании.
В испанской литературе Ордоньо II стал героем многих романцеро и кансон.